# Alfonso de Aragón y Escobar
Alonso, el Maestre de Calatrava, también conocido por Alonso de Navarra y por Alonso de Aragón, el Grande, para distinguirlo de su hijo (Olmedo, circa 1420-Linares, 1485), I duque de Villahermosa en 1476, conde de Ribagorza en 1469, I conde de Cortes en 1462 y barón de Arenós de 1465 a 1476, XXVII maestre de la Orden de Calatrava de 1433 a 1445 y de 1475 a 1477, fue un hijo natural de Juan de Aragón (entonces duque de Peñafiel y infante de Aragón), segundo de los hijos de Fernando de Antequera (luego Fernando I de Aragón), y de Leonor de Escobar, dama de Leonor-Urraca de Alburquerque, madre de Juan.
En Alonso se personifica la idea de lealtad al linaje y a la familia. La entronización de un bastardo que dio lugar a la casa real de Trastámara en Castilla y la de un segundón de la rama principal, Fernando, en Aragón, son la cristalización de ambiciones que los monarcas transmitirán a su descendencia: el engrandecimiento de su casa y la posibilidad de acceso a cualquier trono. Este concepto tuvo mucho que ver con la actitud vital de los Infantes de Aragón en cuanto protagonistas de las luchas por el poder dentro de la nobleza cercana al rey en tiempos de Juan II de Castilla y resulta un elemento inseparable de la actitud de fidelidad inquebrantable del primogénito de esa notabilísima personalidad que fue Juan I de Navarra y II de Aragón.

## Nacimiento
La mayoría de los autores supone que el primero de los hijos de Juan de Aragón nació en Olmedo en 1415 aunque de la fecha exacta de su investidura como maestre de Calatrava, 1443, y su edad en ese momento, que el propio Alonso declaró ser de no más de 14 años, se deduce que pudiera haber nacido, en cambio, en 1429 o después.

## Crianza
Recibió su formación en la corte de Castilla junto a su pariente, el rey Juan, y en la de Portugal con su tía Leonor cuando se complicó la situación política en ese reino. En esta última estuvo hasta los 18 años volviendo a esa edad otra vez a Castilla donde lo tuteló el mismo rey quien lo armó caballero y de quien recibió su escudo de armas

«partido en tres cuarteles; en los dos de la mano derecha un castillo de oro en campo colorado y en la otra parte más abaxo un león coronado medio morado y medio roxo en campo blanco y en el otro medio escudo las armas reales de Aragón con sus colores naturales que son las cinco barras doradas en campo colorado. Después desto añadió al escudo por encima de las armas una cruz larga entre el escudo y corona quando fue electo Maestre de Calatrava».

Existe una descripción de él en su historia, también transcrita en la noticia previa a la edición de 1903 de Discursos de medallas y antigüedades de Martín de Gurrea y Aragón:

«fue de muy buen rostro y lindos ojos, pelo castaño, de gentil estatura. Más grande que pequeño, robusto, gran brazero, buen hombre de a caballo de entrambas sillas y gran hombre de armas, siendo temido por el encuentro de su lanza».

## Maestre de Calatrava

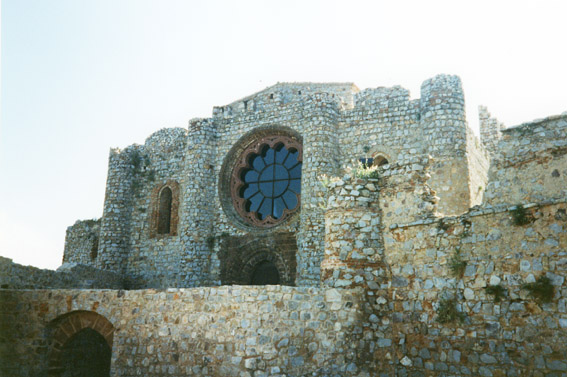
Vista del castillo de Calatrava la Nueva: Iglesia

Vigésimo séptimo en ese cargo, ostentado entre 1443 y 1445. Sucedió a frey Fernando de Padilla y antecedió a frey Pedro Téllez Girón.
Desde 1422, el maestre electo desde 1407 (confirmado por Juan II en 1416), frey Luis González de Guzmán, vio amenazada su posición por las pretensiones al maestrazgo del comendador mayor de la orden, su propio primo, Juan Ramírez de Guzmán. En la defensa de las villas y lugares de la orden, se puso al frente de la hueste fiel al legítimo comendador su clavero, Fernando de Padilla, quien derrotó e hizo prisionero al pretendiente en el Campo de Barajas, junto a Daimiel. A la muerte del maestre frey Luis el 24 de febrero de 1443 y habiéndose negado a liberar al comendador mayor como le ordenara el rey, Padilla fue nombrado maestre por el capítulo de la orden (abril).
A instancias de los Infantes de Aragón, el rey ordenó al capítulo de la orden se anulara aquel nombramiento enviando para ello dos sucesivas misiones conciliadoras llevándolas con Garcí López de Carvajal y Diego González de Toledo y el propio padre del Maestre electo y adelantado de Castilla, Pero López de Padilla al frente pero todas ellas chocaron con la determinación de Fernando de Padilla y sus freires que consideraban justo y legítimo su nombramiento. Fracasados estos intentos, el infante Enrique con su gente puso asedio al convento de la orden en Calatrava, muriendo Padilla, de resultas de un accidente durante su transcurso, el 22 de junio de 1443. El 18 de agosto de ese mismo año y por las presiones de su tío Enrique, que asistió al capítulo con gente armada (de lo que hubo protesta formal firmada por el capítulo), es elegido maestre Alonso quien acepta el 12 de octubre. No obstante sólo profesará como caballero de la orden el 2 de febrero del año siguiente, ejerciendo el cargo efectivamente desde el día 13 de febrero de 1444.
En la batalla de Olmedo (19 de mayo de 1445) formó junto al bando de los Infantes, trasladando su maestrazgo, después de este hecho de armas, al castillo calatravo de Alcañiz pues el rey, tras su victoria y como castigo al desleal vasallo (recuérdese que fue armado caballero por el propio rey Juan con quien estaba obligado personalmente por pleito vasallaje), mandó al capítulo de la orden la elección de Pedro Girón, doncel suyo y hermano de Juan Pacheco, el favorito de su hijo Enrique en su lugar. Son tiempos de constantes injerencias reales en las elecciones para el gobierno de las órdenes por lo que abundan los cismas generados en su interior: en esos momentos la orden pasó a tener un maestre en cada reino (no era la primera vez que los reyes aragonés y castellano disentían y daban apoyo a distintos maestres de la orden, y Alonso conservaría el título de maestre y percibirá las rentas de la encomienda mayor aragonesa) más otro tercero, el comendador mayor, con grandes apoyos en el capítulo de la orden en la persona de Juan Ramírez de Guzmán (quien en 1448 fue abundantemente compensado por el monarca y el propio maestre a cambio de su renuncia al maestrazgo).

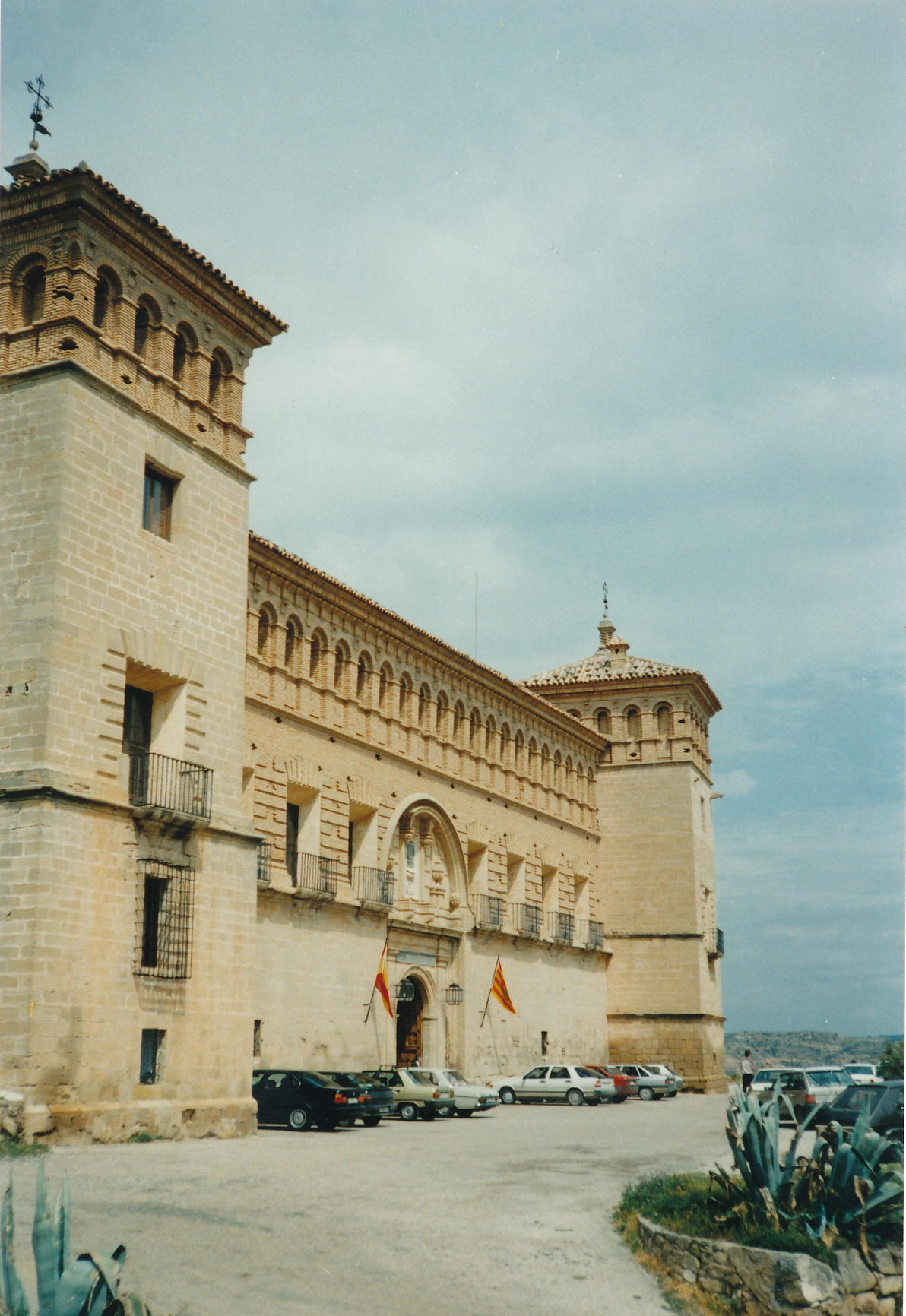
Castillo de los Calatravos en Alcañiz, sede de la mesa maestral de Alonso.

No obstante la nueva elección de Girón, las aspiraciones de Juan de Navarra de que su bastardo, Alonso, obtuviera, cuando no la restitución de la dignidad, al menos una suficiente compensación económica nunca decayeron y en los conciertos castellano-aragoneses de Ágreda y Almazán de septiembre y octubre de 1454 así se hizo, reconociendo la consideración de Juan de que sin la debida justicia a los derechos de su hijo Alonso y otros deudos suyos no sería nunca posible alcanzar una paz duradera entre Castilla y Aragón y fijando la mencionada compensación en medio millón de maravedíes anuales. Alonso, no obstante, seguiría contando con apoyos y persistiría en su pretensión durante largo tiempo.
Por escritura pública otorgada en Zaragoza el 10 de julio de 1449, Alonso reconocía la legitimidad del maestrazgo de Pedro Téllez Girón pero hasta el 4 de marzo de 1455 y como consecuencia de los acuerdos citados, Alonso no hizo renuncia expresa al título de maestre, e incluso años más tarde, en sus acciones en Navarra, Cataluña, Castilla y Granada, seguirá ostentando (ilegítimamente, pues) ese título y recibirá apoyos como candidato al maestrazgo (como en 1475, con ocasión de la guerra civil de Castilla y contra Portugal, cuando varios de los magnates castellanos y cargos de la propia Orden, postulaban que se le restituyese y durante varios años en los que Rodrigo Téllez se mantuvo en la disidencia a Isabel firmaría como tal) no renunciando definitivamente a sus pretensiones hasta su matrimonio en 1475.

## Espada de Juan de Aragón
A pesar de tratarse de una derrota de su parcialidad, la batalla de Olmedo significó para Alonso el reconocimiento de su prestigio como jefe militar y su padre lo tendrá desde entonces como principal argumento cuando hubiera de emplear la fuerza en los múltiples conflictos que mantuvo en sus reinados, será su espada y no lo apartará de su lado en ningún momento a pesar de las desavenencias que entre ellos aparecieran. Con idéntica fidelidad a los intereses familiares  y hasta su muerte en 1485, servirá al sucesor de su padre, a su hermano Fernando.
En este papel de principal valedor de los intereses del infante de Aragón, en 1449 y con motivo de las discordias entre los favoritos del rey de Castilla y el príncipe de Asturias, Álvaro de Luna y Juan Pacheco respectivamente, su padre Juan decidió que entraría a Castilla por Cuenca con un notable ejército en apoyo de Pacheco pero antes de poder tomar la ciudad valerosamente defendida por Lope de Barrientos hubo de retirarse ante la proximidad de las fuerzas del condestable acantonadas en Huete y la llamada de su padre a Navarra por la sublevación de su hermano Carlos, el príncipe de Viana, volviéndose sin hacer el efecto que se pensaba, en palabras del cronista Zurita.
Entró a Castilla nuevamente en 1451 en uno más de sus intentos armados de hacerse con el control de la orden de Calatrava en ese reino alentado por los acuerdos de 8 de diciembre de 1450 entre su padre y Álvaro de Luna, pronunciándose en favor de su causa la villa de Torrijos pero sin lograr inquietar Almagro ni su reconocimiento como maestre por el capítulo de la orden con lo que regresa a Aragón tras tomar a Pastrana.

## Guerra civil de Navarra[21]

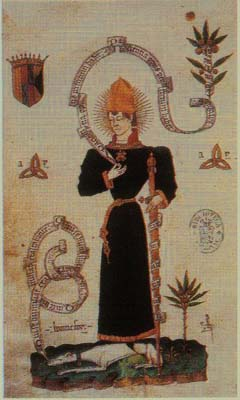
Carlos, primer príncipe de Viana

Carlos, el Príncipe de Viana, fue desde 1441 lugarteniente general del reino de Navarra por designación de su padre tras la muerte de Blanca de Navarra y, ante la mayor atención de éste a sus asuntos de Castilla, gobernante efectivo del reino. No obstante Juan no cedió, como debía, la corona a su hijo ni siquiera tras su segundo matrimonio con Juana Enríquez que, según las leyes navarras, lo desligaba totalmente de la corona, y las relaciones entre ambos fueron deteriorándose con el tiempo desde la llegada de Juan al reino a principios de 1450, agudizándose la situación por las maniobras del Condestable de Castilla, máximo valedor de los derechos de la monarquía frente a la aristocracia, que empleó al príncipe como instrumento para frenar las aspiraciones del Infante de Aragón en este reino que, no lo olvidemos, Juan había invadido presentándose a tomar a Cuenca y del que hasta entonces preparaba la ocupación de Murcia.
A principios de 1450, Juan se desplazó con alguna tropa y acompañado de su hijo Alonso a Olite para afrontar el hecho de la desafiante rebeldía de Carlos, tomando las previsiones necesarias ante el conflicto que se avecinaba.
Carlos firmaría en Estella  un acuerdo con Álvaro de Luna en septiembre del año 1451 en el que éste se comprometía a prestar ayuda armada al navarro y que fue para Juan certeza de la traición del príncipe y causa inmediata de la guerra, destituyendo a su hijo de la lugartenencia y nombrando en su lugar a Juana, su mujer.
En Aybar, lugar a cuatro leguas de Estella, el 23 de octubre de 1451, se enfrentaron padre e hijo y en ella tendría destacado protagonismo Alonso logrando una decisiva victoria para su padre a pesar de la importante inferioridad numérica de las fuerzas del rey. Carlos hubo de rendirse cayendo prisionero de su hermano:
«Afírmase por algunos que el príncipe no se quiso rendir sino a don Alonso de Aragón maestre de Calatrava, su hermano, y que a él dio el estoque y una manopla; y el maestre se apeó del caballo, y besó la rodilla al príncipe».
Hasta las paces de Ágreda y Almazán continuaron las acciones militares castellanas, rechazando Alonso los intentos de avance del conde de Medinaceli y realizando correrías en la Extremadura castellana.
Por merced real y ante las muchas presiones en ese sentido a que fue sometido el rey Juan, Carlos sería liberado dos años después de su ingreso en prisión pero, favorecido por las constantes insinuaciones castellanas y el apoyo de la facción beamontesa, el príncipe continuó sin sujetarse a la voluntad paterna buscando desde 1455 ayuda para el logro de sus pretensiones en Francia, Nápoles y Sicilia por lo que su progenitor le privó de la primogenitura de Navarra en 1457. En Nápoles su tío, Alfonso el Magnánimo, medió para conseguir la indulgencia de su hermano Juan con el príncipe pero Alfonso fallece en 1458 y Carlos pasa de Sicilia a Mallorca, donde, en enero de 1460, alcanza a concordarse con su padre, en un acto de reconciliación aparentemente definitiva y así, el quince de mayo de 1460, lo mismo que su hermano Alonso, formó parte del séquito de Juan en su entrada en Barcelona como rey de Aragón y Valencia y Príncipe de Cataluña.
En 1461 se reabrió en Navarra el latente conflicto entre agramonteses y beamonteses y lusitanos, siendo Alonso encargado de la defensa militar del reino ante los ataques de esta última facción, al mando de Carlos Artieda. Del mismo modo fue quien rechazó, reforzado con tropas francesas al mando de Gastón de Foix, en la batalla de Abárzuza la intervención castellana producida tras la muerte del príncipe Carlos (desde el 2 de diciembre de 1460 merced a los fundados recelos de su padre y a las posibles maquinaciones de su madrastra en prisión nuevamente tras el breve lapso de concordia familiar) en apoyo del condestable de Navarra, el señor de Beamonte, jefe de la facción de su nombre. Posteriormente continuó la campaña ganando a Viana. La referida muerte del príncipe de Viana y el acuerdo entre Castilla y Aragón firmado el 26 de agosto de 1461 dieron un vuelco a la situación dando paso a una situación de tranquilidad y Juan de Beamonte juraría fidelidad a Juan de Navarra, concretándose el pacto entre Agramonteses y Beamonteses el 22 de noviembre de 1462.

## Guerra civil de Cataluña

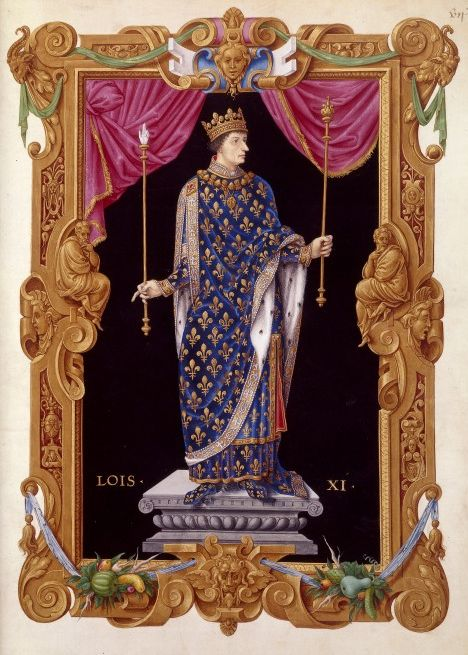
Luis XI de Francia, la Araña Universal.

En la entrada de Juan II en Barcelona el 15 de mayo de 1460 es la primera ocasión que se conoce de la presencia de Alonso en Cataluña y no será llamado de su retiro ribagorzano por su padre para la defensa armada de sus intereses hasta 1462, año en el que se produce la rebelión catalana.
La hética muerte de Carlos de Viana sumada a la indignación de la oligarquía burguesa barcelonesa y buena parte de la aristocracia de Cataluña ante la política intervencionista y limitadora de sus prerrogativas del nuevo rey serán el desencadenate de la larga guerra civil catalana fraguada por la grave crisis económica, social e institucional que sufría el principado desde mediados del siglo anterior. El enfrentamiento, surgido en Barcelona, se extenderá a todo el principado en unos momentos en los que también se desarrolla contra el rey el conflicto navarro y se producen injerencias castellanas instigadas por el condestable Álvaro de Luna. Estas últimas cesarán con la renovación en marzo de 1462 de los compromisos de 1454 (Ágreda y Almazán) firmados por Juan II de Castilla con Alfonso v de Aragón, ahora en la persona del nuevo rey aragonés.
En el conflicto catalán Alonso participó en diversas acciones, la primera de ellas en Gerona contra el conde de Pallars, Hugo Roger, al que se obligó a retirarse de su cerco a la fortaleza de la Gironella. Continuando hacia el Ampurdán, tomaron a Tamarit y mandó las tropas que operaron en Balaguer y su comarca. En julio de 1462 junto a otros capitanes del bando real y a tropas francesas al mando de Gastón de Foix (llegado merced a los acuerdos de mayo de 1462 de Juan con el rey francés de Salvatierra y Bayona) tomó Casteldasens, entregado el día 10 por el capitán elegido por la Diputación para socorrer Lérida, sitiada por un ejército de Juan II, Juan de Agulló, con los 500 hombres que la defendían, y, en buena parte gracias a esa entrega y la merma de fuerza que supuso, vencieron el 23 en Rubinat propiciando la toma de Tárrega donde Agulló fue apresado y ejecutado. Con su hermano Juan, arzobispo de Zaragoza, y tras la deposición del monarca hecha por la Generalidad el 11 de agosto de 1462 (y la entrega de la corona al rey de Castilla, Enrique, al que aquélla juró como príncipe el 13 de noviembre), tomó a Santa Coloma y el Sarrial. En la contraofensiva de Juan buscando la rendición de la cabeza de la revuelta, tomó parte en el asedio a Barcelona de septiembre y octubre de 1462, tomando Montjuic.
La renuncia a la corona del principado por parte de Enrique de Castilla a instancias de su consejo ni el acuerdo del lugarteniente nombrado por las autoridades catalanas, el jefe de la facción navarra beamontesa, Juan de Beamonte con el rey Juan II, hicieron variar la actitud de la Generalidad y así el 27 de octubre de 1463 Pedro, quinto Condestable de Portugal, hijo del que fuera regente de ese reino, Pedro, duque de Coimbra, y nieto por parte de su madre, Isabel de Urgel y Aragón, del conde de Urgel, aquel que fuera candidato en Caspe, que viviera exiliado en Castilla tras la derrota y muerte de su padre en Alfarrobeira (aunque ya reconciliado con su primo), acepta la corona ofrecida por la institución adoptando el nombre de Pedro IV de Cataluña y dando al conflicto un nuevo matiz.

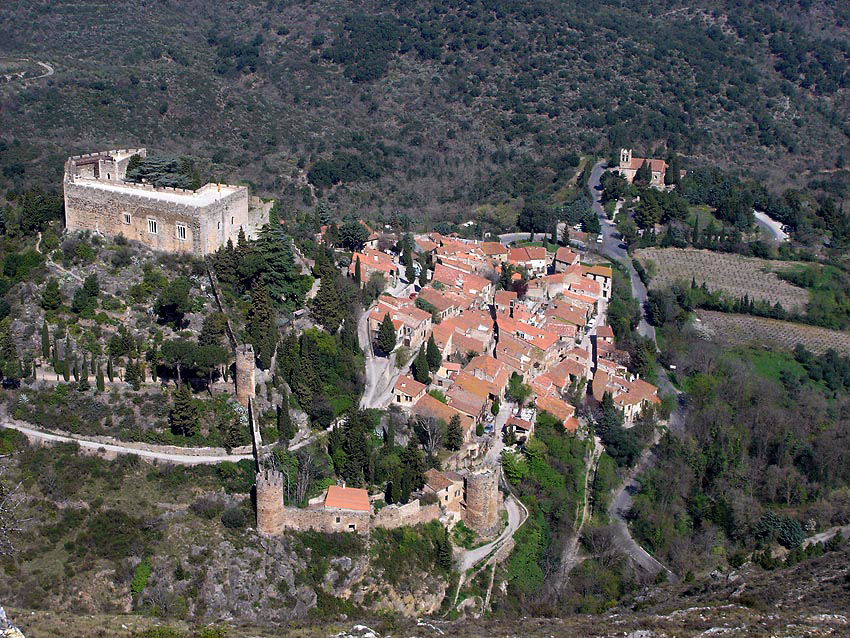
Castelnou, Rosellón

Con el nuevo rey electo, Alonso participó en el largo asedio a Cervera (14 de agosto de 1464), en la toma de Lérida, que se rindió al rey Juan el 6 de julio de 1464, La Bisbal (7 de junio de 1465) y el castillo de Amposta (21 de junio de 1466), que decidió la caída de Tortosa, de Miravet y de Flix. La muerte del condestable portugués  el 29 de junio de 1466 tampoco significó un gran cambio en la guerra ya que las instituciones del principado continuaron sin guardar obediencia al rey Juan y, en un nuevo y arriesgado escorzo político, buscando el apoyo de la vecina Francia designaron por rey al duque de Anjou, Renato, tío de Luis xi. Aceptada la corona, tropas francesas al mando del mayor de los hijos de Renato, Juan, duque de Lorena, pasaron la raya de Cataluña buscando tomar Gerona como principal centro de las tropas del rey Juan en el Ampurdán. Alonso mantuvo la defensa propiciando una ofensiva de las tropas del rey aragonés que eliminase la amenaza francesa pero en el choque de Vilademat (21 de noviembre de 1467), donde fue derrotado Alonso junto a su hermano Fernando y lo mejor de las huestes del rey Juan, se decidió la pérdida de la región ampurdanesa. En la primavera siguiente Alonso logra una brillante victoria en San Juan de las Abadesas sobre Federico II, conde de Vaudemont que acudía a reforzar con sus tropas a los sitiadores de Gerona pero sin que ello bastase a evitar la caída de la ciudad el 1 de junio de 1469 tras su entrega por el obispo Joan Margarit i de Pau al duque de Lorena, llegado nuevamente de Francia con refuerzos.

Armas de los condes de Vaudémont de la casa de Lorena (1393-1473)

El curso de la guerra continuaría aun con el fallecimiento del duque de Lorena en Barcelona el 16 de diciembre de 1470 siendo substituido en el mando militar, por decisión del candidato de la Generalidad, Rainiero Renato de Anjou, por uno de los hijos de Juan, Nicolás. En el frente del Vallés, Alonso logró la rendición de San Cugat, Sabadell y Granollers, 26 de noviembre, y el importante éxito de Santa Coloma de Gramanet tras el cual dejó bajo poder real el Bajo Ampurdán: Cerca del río Besós, al mando de un contingente muy inferior de tropas reales, consiguió derrotar a las tropas barcelonesas y anjevinas acaudilladas por Menando de Guerri, García de Arasuri, Dionisio de Eça (o de Portugal) y Jacobo Galeoto, donde resultaron 4.000 muertos y numerosos prisioneros en el bando rebelde, entre los cuales figuraban los capitanes de las fuerzas barcelonesas.
El 4 de abril de 1472 salvó al rey de ser muerto o prisionero en la derrota sufrida en Peralada frente al capitán de las fuerzas francesas, Antonio de Lau, y de los capitanes Angevinos Nicolás de Monfort, conde de Campobasso, y Boffillo de Giudice. Ese puntual revés no impidió la caída de todo el Ampurdán y el asedio a Barcelona que se rendiría el 16 de octubre de 1472.
Tras la capitulación de Barcelona el siguiente objetivo de Juan fue recuperar el Rosellón y la Cerdaña, ocupadas por los franceses, mas los primeros éxitos, coronados con la liberación de la capital, Perpiñán, no fueron suficiente y esa ciudad volvería a manos francesas tras capitular el 10 de marzo de 1475 dejando las cosas así como estaban hasta que Fernando, ya rey, se encargue de culminar esa frustrada ambición de su padre tras la conquista de Granada.

## En Castilla

### Segunda guerra civil de Castilla
El matrimonio celebrado entre la hermana de Enrique iv de Castilla, Isabel, con el mayor de los hijos de Juan II de Aragón en su segundo matrimonio con Juana Enríquez, Fernando, implicó al rey aragonés en un nuevo conflicto ante las pretensiones de la hija del rey castellano, Juana, (y su marido, el rey de Portugal) al trono de su padre, y en él Alonso volvería a desempeñar un papel destacado. Solicitado por su hermano y su cuñada a Juan II su concurso en el enfrentamiento, en noviembre de 1475 toma el mando de las fuerzas que sitiaban el castillo de Burgos, defendido por el duque de Arévalo, Álvaro de Stúñiga, quien se le rendiría el 19 de enero de 1476.
El pago de los reyes a sus servicios en esta guerra y el estar Rodrigo Téllez Girón, maestre de Calatrava, en el bando de Juana y de Alfonso de Portugal, dio nuevo fundamento a su pretensión, apoyada por varios comendadores, de acceder de nuevo al maestrazgo nombrándolo así los reyes. No obstante, la intención de los monarcas de acercar a su bando a la familia de los Pacheco-Girón y el hecho, manifestado con ocasión de la vacante del maestrazgo de la orden de Santiago en noviembre de 1476, del deseo real de asumir los pingües beneficios de las rentas de las órdenes y terminar con el desequilibrio que su posesión provocaba en las familias de la nobleza, darían al traste con sus anhelos por lo que sólo ejerció el cargo de junio de 1475 a mayo de 1477, fecha en que, llegado a obediencia a los reyes, Rodrígo Téllez es repuesto en todos sus cargos y dignidades, incluido el maestrazgo calatravense.
En diciembre de 1476, en medida que intentaba compensar la pérdida del maestrazgo, es nombrado capitán general de la Hermandad de Castilla continuando el conflicto hasta su finalización como jefe de esa fuerza. Así Alonso recupera las posiciones enemigas del alcázar de Segovia (1476), la ciudad de Toro (1476), Siete Iglesias (1477), Cantalapiedra (1477), Cubillas (1478) y Castronuño (1478). Como escolta de la reina Isabel al mando de las fuerzas de la Hermandad, obligó a Juan Pacheco, hermano del entonces marqués de Villena, que estaba refugiado en su villa de Escalona, a llegar a un acuerdo pacífico (1479)), acabando con los últimos restos de la rebeldía nobiliaria en apoyo de la invasión portuguesa.

### Matrimonio
En 1477 Alonso casó con una dama de la reina Isabel de Castilla, Leonor de Soto (o de Sotomayor), mucho más joven que él, de lo que tuvo harto sentimiento el rey, su padre, quizás porque era una decisión que le impediría definitivamente hacerse con el maestrazgo de Calatrava (así lo afirmó al escribir a su hijo reprochándole que era en vergüenza suya, del rey  [Fernando] y dél mismo, con tanta deshonestidad como se había hecho siendo religioso y profeso), quizás porque tenía verdadero afecto y cariño por María Junquers la mujer que había dado a Alonso varios hijos a lo largo de su vida o quizás porque el matrimonio lo vincularía definitivamente a Castilla. En cualquier caso es indudable que la decisión había sido respaldada por los reyes que de ese modo eliminaban un problema en la candidatura de Alonso al maestrazgo de los calatravos dejándoles libres las manos para designar a quien más les aprovechase. El disgusto del rey aragonés le llevó a adoptar la decisión de ocupar cuanto Alonso poseía en sus reinos poniéndolo en manos del propio hijo de su hijo, Juan de Aragón, creyendo que de ese modo evitaría el enlace, no obstante, a su muerte, lo rehabilitó en todos sus títulos.
A la duquesa, su mujer, que él llama doña Leonor de Aragón, a su muerte le dejó la villa de Cortes y su condado por su vida.

### Guerra de Granada
Durante la Guerra de Granada, ya plenamente al servicio de su hermano Fernando, Alonso es quien planifica la estrategia global de las campañas iniciales marcando el decurso de toda ella y participó activamente en las tomas de Alora y Loja si bien sus muchos años le impidieron intervenir por sus manos.
La confianza depositada por los reyes en Alonso se manifiesta en su nombramiento como gobernador (virrey) de Castilla y León junto con el comendador, Pedro Hernández de Velasco, ante la ausencia de los titulares en 1477 o su participación en las Cortes catalanas de Barcelona y aragonesas de Zaragoza de 1481 y las de Tarazona y Tarragona de 1484 como miembro del brazo nobiliario.

## Muerte y sepultura

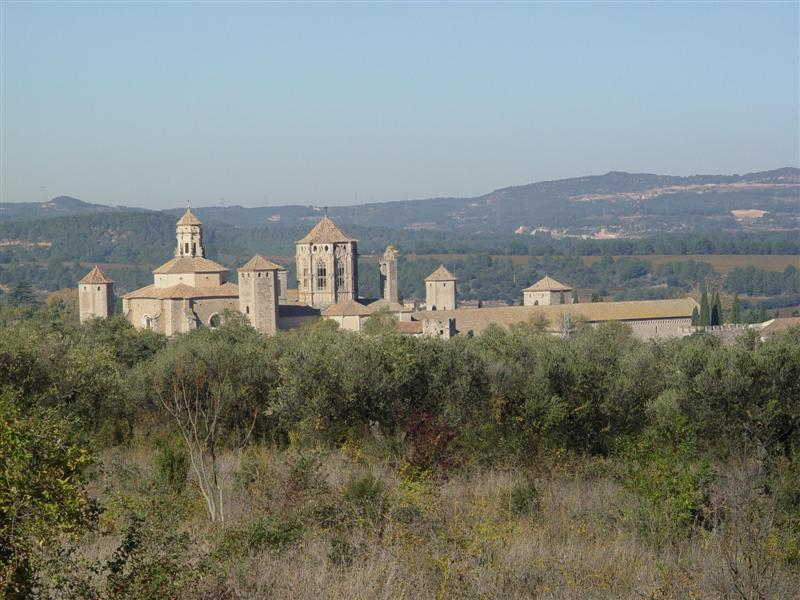
Monasterio de Poblet.

Durante la campaña de Granada, enferma y muere en Linares el 31 de octubre de 1485 próximo a la edad de 70 años.  Fue llevado su cuerpo a enterrar a la ciudad de Baeza y de allí fue trasladado al monasterio de Santa María de Poblet como príncipe que tanta honra hizo a la corona real de Aragón.. Su sepultura se encuentra a los pies de la de su principal señor, su padre.

## Descendencia
En 1477 contrajo matrimonio con Leonor de Sotomayor y Portugal, hija de Juan de Sotomayor y de su esposa Isabel de Portugal con quien tuvo tres hijos: 
- Fernando de Aragón y de Sotomayor (1478 - 1481),[33] apadrinado por su homónimo tío Fernando II de Aragón.[34]
- Alfonso de Aragón y de Sotomayor (1479 - 1513), sucesor de su padre como II duque de Villahermosa y II conde de Ribagorza.[35]
- María (o Marina) de Aragón y de Sotomayor (Zaragoza, 1485 - Piombino, 1513), esposa de Roberto II de Sanseverino.[36][37] Viuda, en 1510 contrajo segundas nupcias con Jacopo V Appiani, Señor de Piombino.[38] De su primer matrimonio tuvo un único hijo, Fernando Sanseverino de Aragón,[39] III duque de Villahermosa y III conde de Ribagorza (al suceder a su tio materno en 1513), último príncipe de Salerno de la casa de San Severino[40] y decimotercer conde de Marsico.

La prematura muerte de su primogénito, Fernando haría que el ducado pasara al segundo hijo del matrimonio, Alfonso, quien heredaría el ducado con seis años de edad en 1485.
Tuvo asimismo varios hijos extramatrimoniales:
Con María de Junquers (m. 1506), hija de Mosen Gregorio de Junquers, castellano de Rosas:
- Juan de Aragón (1457 - 1528),[34] I duque de Luna
- Leonor de Aragón (m. 1478),[34] casada con Jaime de Milá y de Borja (m. después de 1530), I conde de Albayda,[42] con descendencia

Con la judía zaragozana Estenga Conejo (llamada María Sánchez Cornejo tras su conversión al cristianismo) y conocida en Zaragoza por "La Maestresa" –a causa de sus relaciones íntimas con don Alonso–, y en general, como "Doña María de Aragón":
- Alonso de Aragón, obispo de Tortosa y arzobispo de Tarragona.[34][43]
- Fernando de Aragón, comendador de Novillas y gran prior de Cataluña de la Orden de San Juan de Jerusalén.[34]
- Catalina de Aragón, monja y abadesa del Convento de San Clemente el Real de Toledo.[44]

Con Elvira o Catalina Maldonado, doncella noble de Salamanca:
- Enrique de Aragón, abad de Santa María de la O de Aragón y obispo electo de Cefalú, en Sicilia.[44][45]

## Iconografía

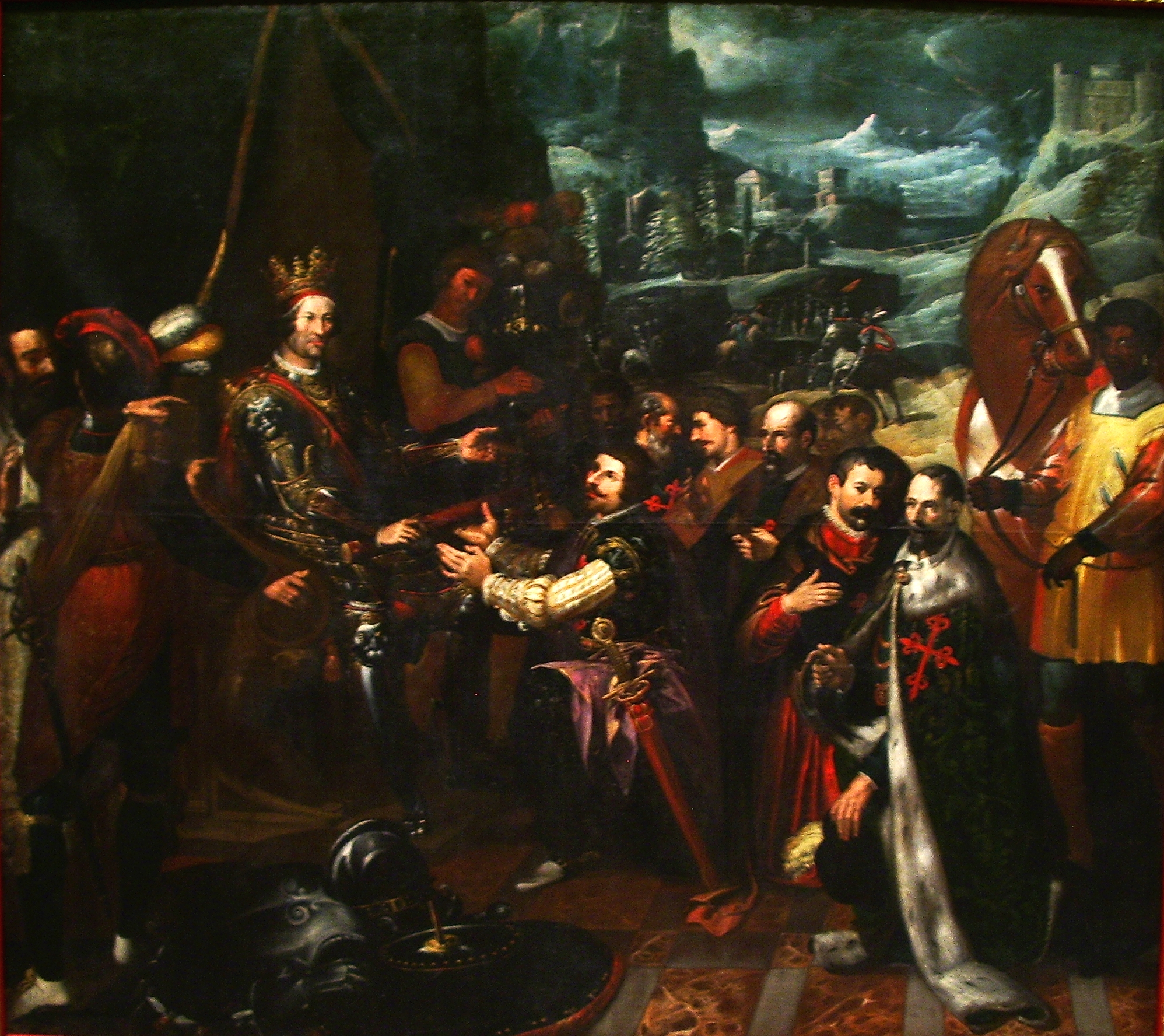
Juan II nombra a su hijo Alonso general para la guerra de Castilla, obra de Rafael Pertús.

Con la narración de la vida y hechos de Alonso de Aragón, Rafael Pertus realizó por encargo del duque de Villahermosa una serie de quince cuadros en la primera mitad del s. xvii de los que al menos once se pueden contemplar en el Museo de Zaragoza de la colección proveniente de la casa de los duques de Vilafermosa.
En otra colección de los duques de Villahermosa dedicada a retratos de miembros de esa casa, hay otra representación de Alonso, atribuida a Rolam de Mois, realizada a partir de un original antiguo, hoy en el palacio de los duques en Pedrola.
| Predecesor: frey Fernando de Padilla                                       | XXVII Maestre de la Orden de Calatrava 1433-1445 y 1475-1477 | Sucesor: Pedro Girón                     |
| Predecesor: Jaime de Aragón                                                | Barón de Arenós 1465-1476                                    | Sucesor: (pasa a ducado de Villahermosa) |
| Predecesor: Fernando de Aragón                                             | Conde de Ribagorza 1469-1485                                 | Sucesor: Juan de Aragón                  |
| Predecesor: (nueva creación)                                               | Duque de Vilafermosa 1476-1485                               | Sucesor: Alonso de Aragón                |
| Predecesor: Godofredo de Navarra (hasta 1428) y Teresa Ramírez de Arellano | conde de Cortes 1462-1485                                    | Sucesor: Leonor de Soto                  |